# Jefferson (Ohio)
Jefferson es una villa ubicada en el condado de Ashtabula en el estado estadounidense de Ohio. En el Censo de 2010 tenía una población de 3120 habitantes y una densidad poblacional de 478,22 personas por km².

## Geografía
Jefferson se encuentra ubicada en las coordenadas 41°44′18″N 80°46′8″O / 41.73833, -80.76889. Según la Oficina del Censo de los Estados Unidos, Jefferson tiene una superficie total de 6.52 km², de la cual 6.52 km² corresponden a tierra firme y (0%) 0 km² es agua.

## Demografía
Según el censo de 2010, había 3120 personas residiendo en Jefferson. La densidad de población era de 478,22 hab./km². De los 3120 habitantes, Jefferson estaba compuesto por el 97.08% blancos, el 1.06% eran afroamericanos, el 0.1% eran amerindios, el 0.42% eran asiáticos, el 0% eran isleños del Pacífico, el 0.1% eran de otras razas y el 1.25% pertenecían a dos o más razas. Del total de la población el 1.03% eran hispanos o latinos de cualquier raza.